# Alexander Vlasov
Alexander Vlassov (em russo:  Александр Власов; Leningrado, 25 de fevereiro de 1955) é um treinador e ex-patinador artístico soviético. Vlassov conquistou com Irina Vorobieva uma medalha de prata e uma de bronze em campeonatos mundiais, e uma medalha de prata e uma de bronze em campeonatos europeus. Vorobieva e Vlasov  também competiram nos Jogos Olímpicos de Inverno de 1976.

## Principais resultados

### Com Irina Vorobieva
| Resultados                                            | Resultados       | Resultados      | Resultados        | Resultados    | Resultados        | Resultados       | Resultados    | Resultados    | Resultados    | Resultados    | Resultados    | Resultados    |
| Internacional                                         | Internacional    | Internacional   | Internacional     | Internacional | Internacional     | Internacional    | Internacional | Internacional | Internacional | Internacional | Internacional | Internacional |
| Evento/Temporada                                      | 1971– 1972       | 1972– 1973      | 1973– 1974        | 1974– 1975    | 1975– 1976        | 1976– 1977       |               |               |               |               |               |               |
| ----------------------------------------------------- | ---------------- | --------------- | ----------------- | ------------- | ----------------- | ---------------- | ------------- | ------------- | ------------- | ------------- | ------------- | ------------- |
| Jogos Olímpicos                                       |                  |                 |                   |               | 4.º               |                  |               |               |               |               |               |               |
| Campeonato Mundial                                    |                  |                 | 6.º               | 4.º           | Medalha de bronze | Medalha de prata |               |               |               |               |               |               |
| Campeonato Europeu                                    |                  |                 |                   |               | Medalha de bronze | Medalha de prata |               |               |               |               |               |               |
| Prize of Moscow News                                  |                  | Medalha de ouro |                   |               | Medalha de prata  |                  |               |               |               |               |               |               |
| Nacional                                              |                  |                 |                   |               |                   |                  |               |               |               |               |               |               |
| Campeonato Soviético                                  | Medalha de prata |                 | Medalha de bronze |               | Medalha de ouro   | Medalha de prata |               |               |               |               |               |               |
|                                                       |                  |                 |                   |               |                   |                  |               |               |               |               |               |               |
| Legenda: Competição não foi disputada nesta temporada |                  |                 |                   |               |                   |                  |               |               |               |               |               |               |